# When a Girl Loves
Pour plus de détails, voir Fiche technique et Distribution.
When a Girl Loves est un film américain réalisé par Victor Halperin et sorti en 1924.

## Fiche technique
- Titre : When a Girl Loves
- Réalisation : Victor Halperin
- Photographie : Alvin Wyckoff
- Producteur : Victor Halperin
- Société de production : Victor Halperin Productions
- Société de distribution : Associated Exhibitors
- Pays d'origine :  États-Unis
- Langue : film muet avec les intertitres en anglais
- Métrage : 1 791 m
- Format : Noir et blanc — 35 mm — 1,33:1 — Muet
- Genre: Film dramatique
- Durée : 60 minutes (1 h 0)
- Date de sortie : 20 avril 1924[1]

## Distribution
- Agnes Ayres : Sasha Boroff
- Percy Marmont : comte Michael
- Robert McKim : Dr. Godfrey Luke
- Kathlyn Williams : Helen, femme de Michael
- John George : Grishka
- Mary Alden : The Czarina
- George Siegmann : Rogojin
- Ynez Seabury : Fania
- William Orlamond : Alexis
- Rosa Rosanova : Ferdova
- Leo White : Yussoff